# Vereist Eigen Vermogen
Het Vereist Eigen Vermogen (VEV) is de tweede vermogenseis die De Nederlandsche Bank stelt aan het eigen vermogen van  een pensioenfonds. Dit VEV komt als uitkomst uit de zogenaamde solvabiliteitstoets. Een te laag VEV heet een reservetekort en leidt tot een herstelplan, waarin eventueel voorwaardelijk gekort moet worden. Bij de overgang van 31 december 2014 naar 1 januari 2015 steeg dit VEV gemiddeld voor de pensioenfondsen met 5% onder invloed van het nieuwe FTK. Dit leidt tot hogere buffers en hogere premies.
Een andere minimumeis blijft het MVEV, het Minimaal Vereist Eigen Vermogen. Het MVEV zal zich in het nieuwe ftk in een nauwe ruimte tussen de 104% en 105% blijven bewegen. Als een fonds zich gedurende een periode van 5 jaar(tellend vanaf 2015) onder het eigen MVEV bevindt, dan moet er onvoorwaardelijk gekort worden. Dit heet een dekkingstekort.
Door middel van het peilen van de 10 risico’s die een pensioenfonds loopt, berekent de solvabiliteitstoets in de zogenaamde wortelformule een kans op onderdekking die kleiner moet zijn dan 2,5% per jaar. De 10 risico’s zijn:
1. Renterisico (S1)
2. Aandelen- en vastgoedrisico (S2)
3. Valutarisico (S3)
4. Grondstoffenrisico (S4)
5. Kredietrisico (S5)
6. Verzekeringstechnische risico (S6)
7. Liquiditeitsrisico (S7)
8. Concentratierisico (S8)
9. Operationeel risico (S9)
10. Actief beheer risico (S10)

DNB verstrekt hiertoe de formule, de zogenaamde wortelformule, waarmee actuarieel ex ante het risico kan worden gemeten. De wiskundig bewerkte som van de risico's die uit de wortelformule komt, levert een percentage dat moet worden opgeteld bij 100%. Hoe groter de risico's die een fonds bij voorbaat loopt des te groter is het vereiste eigen vermogen. Diversificatie in de portefeuille leidt tot een lager VEV. Actuarieel is te verwachten dat het VEV varieert tussen de pensioenfondsen onderling van 105% tot 135%. Als een pensioenfonds onder dit eigen VEV belandt, is het verplicht een herstelplan in te dienen.
Een hoger VEV kan, afhankelijk van de wijze van premieberekening, via de zogenaamde solvabiliteitsopslag in de premie leiden tot mindere pensioenopbouw per ingelegde euro en verkleint dan de kans op de voorwaardelijke indexatietoekenning. Zo ontstaan de hogere buffers. Het ABP diende een herstelplan in per 1 juli 2015 op basis van een VEV van 128%. Bij een gemiddeld VEV van de Nederlandse Pensioenfondsen van 30% en een actuariële verplichting van 1200 miljard, is er 360 miljard euro nodig als buffer.